# Rebelión zahirí
La Rebelíon zahirí fue una conspiración que condujo a un fallido golpe de Estado contra el gobierno del sultanato mameluco del siglo XIV, habiendo sido caracterizada como una lucha política y un conflicto teológico. Mientras que el apoyo inicial para el posible derrocamiento del sultán comenzó en Egipto, el movimiento de los agitadores ideológicos egipcios a Siria finalmente causó el levantamiento real planeado para tener lugar en Damasco en 1386.  Reuniéndose alrededor de Ahmad al-Zahiri, un clérigo de la escuela zahirí del Islam sunita, los agitadores se movilizaron desde Hama a la capital. Al no haber conseguido el apoyo tanto de los mamelucos como de las tribus árabes locales, fueron arrestados por las autoridades de Barquq antes de que se produjera el conflicto armado.
Aunque no todos los que participaron en la revuelta aceptaron las opiniones de la escuela de derecho zahirí, el término se utilizó para designar a todos los que estaban dispuestos a participar en el conflicto armado contra el sultán mameluco. La supresión de la revuelta tanto en la práctica como ideológicamente se ha descrito como un signo de la intolerancia de las autoridades mamelucas hacia las ideas inconformistas y la voluntad de interferir en las cuestiones religiosas que normalmente se consideran del dominio de los teólogos en los imperios musulmanes.

## Antecedentes
En diciembre de 1382, el jurista musulmán Ibn Abi al-Izz de la escuela hanafí fue objeto de una investigación por su crítica teológica de un poema que finalmente sería desacreditado, aunque no antes de la breve inquisición del jurista. El 27 de diciembre de ese año, el sultán Barquq firmó una declaración jurada en la que condenaba al jurista y pedía que se investigaran los rumores relativos a otros juristas que promovían la escuela zahirita de derecho musulmán sunita de Damasco. Los cuatro juristas de los que se rumoreaba que promovían opiniones no conformes se llamaban simplemente al-Qurashi, Ibn al-Jabi, Ibn al-Husbani y Sadr ad-Din al-Yasufi.
Cuatro años más tarde, un hanbalista sirio conocido como Khalid de Homs, que en realidad era de Alepo, se trasladó a Damasco bajo la tutela del asceta sufí Ahmad ibn Muhammad ibn Isma'il ibn Abd al-Rahim Shihab ad-Din Abu Hashim al-Zahiri, también conocido como Al-Burhan. Durante este tiempo, varios egipcios que habían sido influenciados por la teología zahirí emigraron a Siria. Burhan se dedicó al estudio del libro Al-Muhalla de Ibn Hazm  junto con Yasufi, con Ibn al-Jabi e Ibn al-Husbani siguiendo a los otros dos. Por otra parte, Qurashi se asoció con los cuatro anteriores solo con el propósito de estudiarlo, pero no le gustaba personalmente a Burhan.

## Descubrimiento
En agosto de 1386, Khalid de Homs visitó a un jefe beduino local encarcelado en la Ciudadela de Damasco para buscar apoyo para el derrocamiento del sultán y la instauración de un califato, ya que el propio Barquq había derrocado al califa Al-Mutawakkil Muhammad ibn Abi Bakr para llegar al poder. El jefe sugirió que Khalid hablara con Ibn al-Himsi, el máximo funcionario de la Ciudadela sin relación con Khalid, a pesar de que el nombre suena similar, ya que probablemente apoyaría el derrocamiento.
Khalid informó del complot al oficial al mando de la Ciudadela, afirmando no solo que contaba con el respaldo de las tribus beduinas locales y de los damascenos urbanos, sino que también había localizado un candidato adecuado para un nuevo califa. El oficial dio la impresión de que apoyaba el complot y pidió conocer a este nuevo califa, sobre el cual Khalid le reveló que era Burhan e incluso le dio al oficial la dirección exacta de la casa de Burhan. El oficial envió una solicitud de acto de presencia de Burhan; a su llegada, tanto él como Khalid fueron arrestados inmediatamente.

## Consecuencias
En ausencia de la Ciudadela del gobernador de Siria, Baydamur, Ibn al-Himsi asumió el papel de gobernador en funciones. Escribió a Barquq a El Cairo, añadiendo detalles propios a la historia. Ibn al-Himsi no solo informó al sultán de la captura de dos cabecillas, sino que también acusó al gobernador de ser un co-conspirador, lo que condujo al arresto del gobernador, su hijo Muhammad Shah, su sobrino Aladdin al-Khazindar y dos diputados durante el Ramadán de ese mismo año, correspondiente a septiembre de 1386. En las semanas siguientes al arresto de Burhan y Khalid, la atención se centró en una caza de brujas para cualquiera relacionado con Baydamur, lo que dio lugar a sanciones políticas y financieras.
A partir de la confesión de Burhan, Yasufi fue arrestado e Ibn al-Husbani se escondió. Un segundo jurista hanbalista, Amin ad-Din Ibn al-Najib de Baalbek, también fue arrestado como co-conspirador; aunque no estaba directamente involucrado en la conspiración, se había opuesto abiertamente al sultán en el pasado. En noviembre de 1386, Burhan y Khalid fueron transportados a El Cairo para que el sultán Barquq se reuniera con ellos cara a cara. En su ausencia, otros funcionarios y clérigos locales fueron arrestados bajo la sospecha de estar involucrados en la conspiración. Finalmente, los prisioneros presentaron una petición pidiendo ser liberados o asesinados; en su lugar, fueron encadenados y se les sentenció a trabajos forzados en proyectos de construcción pública. Esto desencadenó una reacción en cadena; los damascenos locales, compadeciéndose de los políticos y clérigos caídos, comenzaron a manifestarse en las obras de construcción en oposición tanto al trabajo manual forzado como a la administración de Burji en general. Los militares, temiendo la propagación de la revuelta entre las clases bajas, cancelaron inmediatamente las sentencias de trabajos forzados y devolvieron a los prisioneros a la Ciudadela. La oposición a la dinastía gobernante aumentó cuando un clérigo local, Yusuf al-Zuayfarini, comenzó a cabalgar alrededor de la Ciudadela a caballo, afirmando que liberaría a Baydamur, popular entre la gente común de Damasco tanto por ser un clérigo religioso por derecho propio como por negarse a recaudar los impuestos recaudados por los mamelucos que no tenían origen en la ley islámica. También se ordenó el arresto de Zuayfarini, aunque, al igual que Ibn al-Husbani, pudo evitar la aplicación de la aplicación de la ley.
El 24 de diciembre de 1386, Burhan, Khalid e Ibn al-Najib llegaron a El Cairo. Se les acusó de conspiración para derrocar al gobierno de Burji e instalar un califato con un líder de origen coraichita. El 16 de enero de 1387, fueron llevados ante el sultán personalmente para ser interrogados y juzgados. Burhan fue desafiante, acusando verbalmente a Barquq de mal gobierno al apropiarse de impuestos que no tenían base textual en la ley islámica y afirmando su demanda de un líder coraichita. Desinteresado en un debate polémico, Barquq simplemente ordenó que los prisioneros fueran torturados hasta que revelaran los nombres de todos sus co-conspiradores.
El nombre del caído gobernador Baydamur fue limpiado, pero no antes de que muriera solo en su celda en la Ciudadela en febrero de 1387. En marzo de 1389, Burhan y Khalid fueron puestos en libertad en El Cairo habiendo cumplido solamente dos años y siete meses de condena, debido a la intercesión de un influyente jurista shafi'i; Ibn al-Najib, que había sido enviado de vuelta a Damasco, fue puesto en libertad junto con los otros zahiríes en la Ciudadela unos días más tarde. La única excepción, aparte de Baydamur, fue Yasufi, que murió en la Ciudadela en agosto de 1387, más de un año antes de que sus camaradas salieran en libertad condicional.

## Legado
Aunque la revuelta cobró un temprano impulso a partir de las ideas zahiríes, hoy en día se ve más en términos de la agitación política contra los mamelucos y el disgusto general con la marginación del califato. El historiador Al-Maqrizi, normalmente alejado de los temas de sus escritos, no sólo informó de la revuelta sino que trató de justificarla teológicamente, probablemente debido a su propia condición de zahirí. Maqrizi también fue alumno de teología de Burhan.